# КК Дечић
КК Дечић је црногорски кошаркашки клуб из Тузи. У сезони 2024/25. клуб се такмичи у Првој лиги Црне Горе. Клуб је основала НВО Малесија, али после годину дана преузела га је Општина Тузи. У својој првој такмичарској сезони, клуб је освојио Прву Б Лигу 2022. године и пласирао се наредне године у А лигу где се и данас налази.